# Taifa de Málaga
La Taifa de Málaga o Tāifa mālaqī fue un reino islámico independiente que surgió en al-Ándalus en 1026, a raíz de la desintegración que el Califato de Córdoba venía sufriendo desde 1008, y que desaparecería definitivamente en 1238 al ser conquistada por el Reino nazarí de Granada. Entre su fundación en 1026 y su definitiva desaparición en 1238 se pueden distinguir cuatro etapas históricas:

## Primeros reinos de taifas

### Primera etapa: el período hammudí (1026–1057)
La primera etapa de la taifa de Málaga abarca un período de treinta y un años, en que sus reyes pertenecieron a la dinastía hammudi, salvo un breve intervalo de apenas un año en que el trono fue ocupado por un eslavo. Este período se inició en 1026 cuando Yahya I al-Mu’tali, bereber de la dinastía hammudí que fuera noveno califa de Córdoba, tras ser expulsado del trono cordobés unió bajo su mandato la cora de Málaga y la cora de Algeciras.
Desde el primer momento Yahya I al-Mu’tali contó con el apoyo de los ziríes de la taifa de Granada y se adjudicó el título de califa, que a partir de entonces utilizaron los reyes taifas malagueños exclusivamente. Su reinado se caracterizó por el enfrentamiento con los reyes abadíes de la taifa de Sevilla, que cristalizó en conquista de la taifa de Carmona, que debido a su posición estratégica, suponía una amenaza directa sobre la taifa sevillana, que en breve la reconquistó. En 1035 la muerte de Yahya I supuso la división del territorio en dos entidades independientes: la propia taifa de Málaga, que pasó a ser gobernada por su hermano, Idris I al-Muta'ayyad, y la taifa de Algeciras, que quedó en manos de su sobrino Muhammad ben al-Qasim. Durante este reinado siguieron las luchas contra los abadíes sevillanos, logrando derrotarlos en Écija en 1039 con el apoyo de las taifas de Almería, Granada y Carmona.
A Idris I le sucedió en el trono malagueño Yahya II al-Qa'im, quien se mantuvo en él solo un año, ya que en 1040 fue desplazado por su tío Hasan al-Mustansir, quien a su vez perdería el trono en 1042 a manos del eslavo Naya al-Siqlabi, con lo que la dinastía hammudí se vio interrumpida durante un breve período. El asesinato de Naya ese mismo año y la entronización de Idris II al-Alí, hermano de Hassan, supuso la vuelta de la dinastía hammudí. Idris II reinó hasta 1047, cuando fue depuesto, encarcelado y sustituido en el trono por su primo Muhammad I al-Mahdi, que se mantuvo en el trono hasta que fue envenenado y sustituido por su sobrino Idris III al Sami, en 1052 o 1053, según las versiones, quien se mantuvo en el trono solo durante un año, ya que asimismo fue asesinado y sustituido por Idris II, quien ocupó de nuevo el trono, en una segunda etapa que se prolongó hasta su muerte en 1054 o 1055. El trono pasó entonces a su hijo Muhammad II al-Musta'li y después al hermano de este, Yahya III al-Mahdi, quien sufrió la conquista de la taifa malagueña en 1057 a manos de Badis ben Habús, rey zirí de Granada. Yahya III al-Mahdi acabaría siendo el rey de la Taifa de Melilla.

### Segunda etapa: el período zirí (1073-1090)

Los reinos de Taifas hacia 1080.

Desde la conquista de Málaga en 1057 por Badis ben Habús de Granada, la taifa malagueña fue gobernada durante diecisiete años por un único rey dependiente de la taifa zirí de Granada. A la muerte de Badis en 1073 esta situación cambió, cuando sus nietos se repartieron el reino, correspondiendo a Tamim ben Buluggin ben Badis la taifa malagueña y a su hermano Abd Allah ben Buluggin ben Badis la taifa granadina. Inmediatamente se produjo un enfrentamiento entre los dos hermanos, y una primera petición de ayuda a los almorávides por parte del malagueño Tamim, que no dio resultado. Años más tarde, en 1085, tras la conquista de Toledo por Alfonso VI, varios reyes taifas recurrieron también a los almorávides para hacer frente al avance cristiano. Tras desembarcar estos en Algeciras los almorávides derrotaron al rey castellano-leonés en la batalla de Zalaca y tras la misma, viendo la debilidad que tenían los reinos taifas por sus continuas disputas internas, se enfrentaron a ellos, conquistando la taifa de Málaga en 1090.

## Segundos reinos de taifas

### Tercera etapa: el período hassun (1145–1153)
Durante los segundos reinos de taifas, se produjo la tercera etapa de la taifa de Málaga, que abarca un período de solo ocho años, con un solo rey perteneciente a la dinastía Banu Hassun, Abu-l-Hakam al-Husayn, quien tras un período de dominación almorávide de casi cincuenta años, aprovechó una revuelta popular para expulsarlos y hacerse con el trono. Su impopular política tributaria y las alianzas con reinos cristianos en contra de los almorávides, hicieron su reinado muy impopular, provocando la llegada de los almohades y su suicidio en 1153.

## Terceros reinos de taifas

### Cuarta etapa: el período zannun (1229-1238)
Durante los terceros reinos de taifas se produjo la última etapa de la taifa de Málaga, que abarca un período de nueve años, en que el trono fue ocupado por Ibn Zannun, miembro de la dinastía Banu Zanum, cuyo fallecimiento en 1238 supuso la definitiva desaparición de la taifa de Málaga, que quedó incorporada al reino nazarí de Granada.